# Spoorwijdte

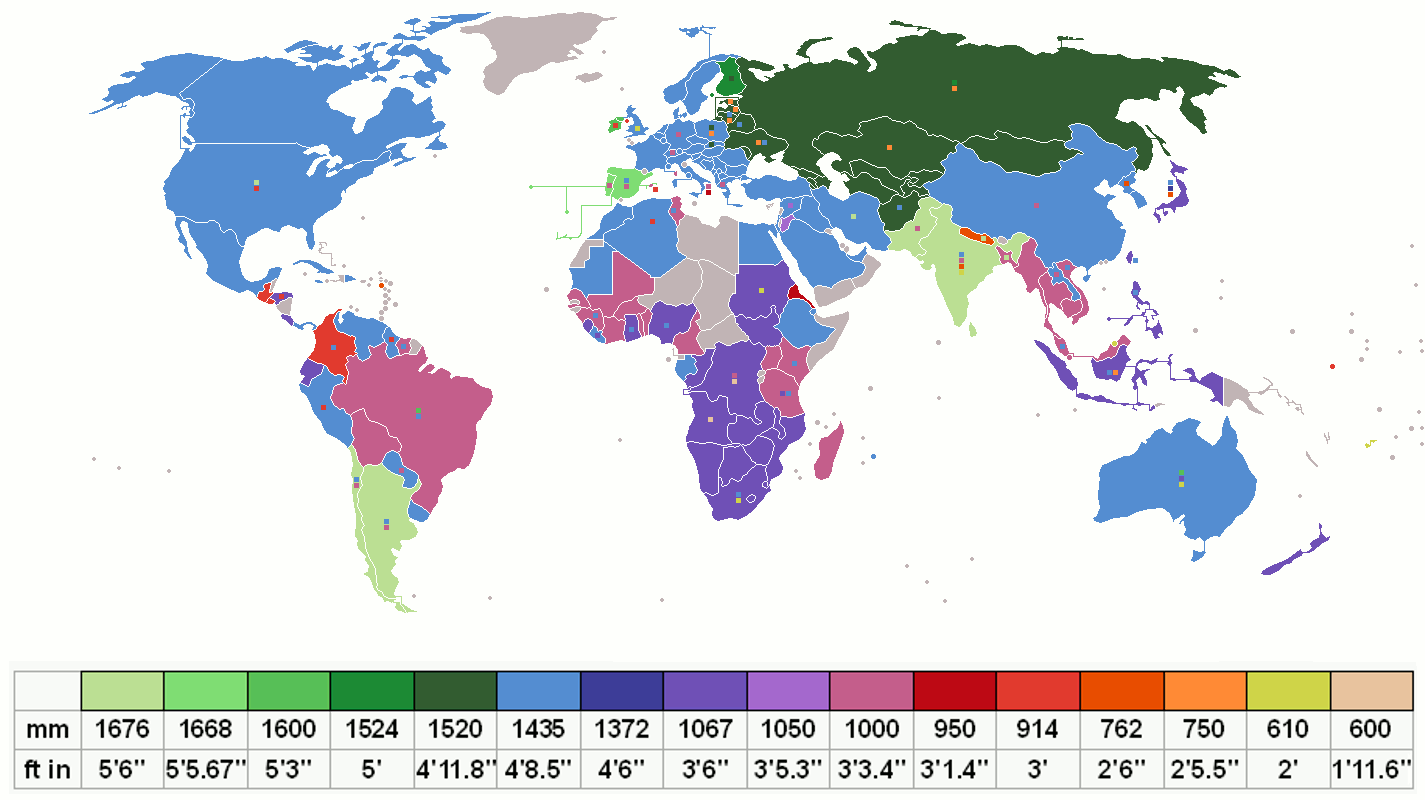
Kaart van de meestgebruikte spoorwijdten wereldwijd.

Aanduiding van spoorwijdte tussen de spoorstaven

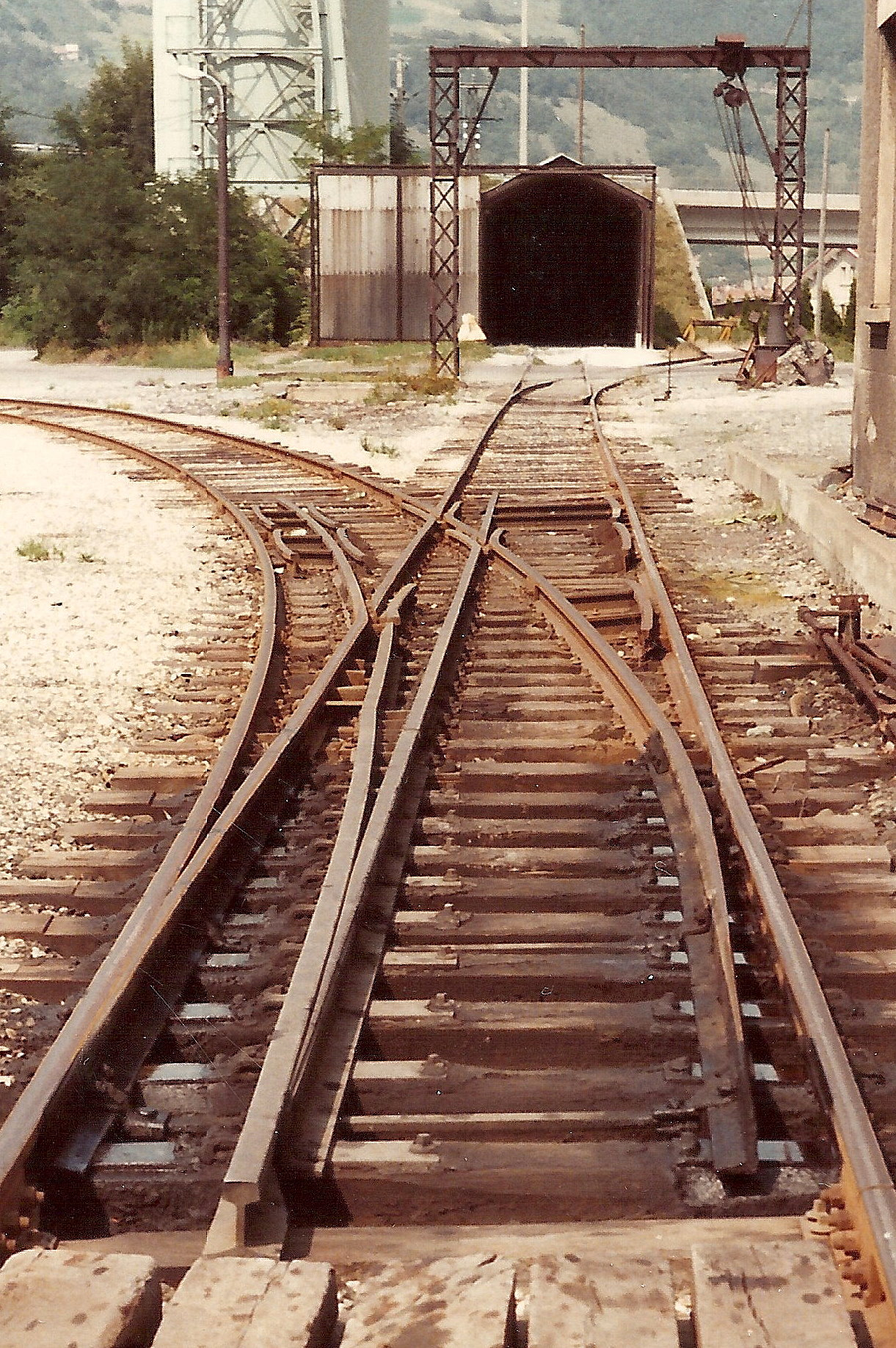
Wissel met twee spoorwijdten. Bij dit spoor is het smallere meterspoor reeds opgebroken, alleen bij de wissel is het nog aanwezig.

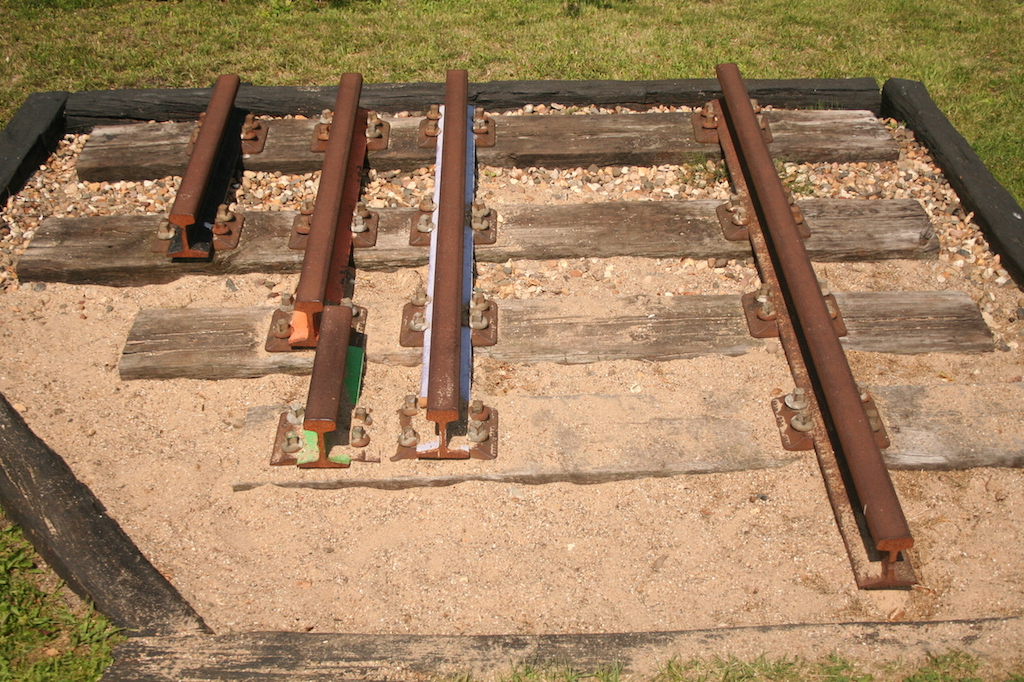
Vier spoorwijdten geëxposeerd op het emplacement van de Museumstoomtram Hoorn-Medemblik te Hoorn; v.l.n.r.: normaalspoor (1435 mm), kaapspoor (1067 mm), meterspoor (1000 mm) en smalspoor (750 mm); 6 augustus 2009.

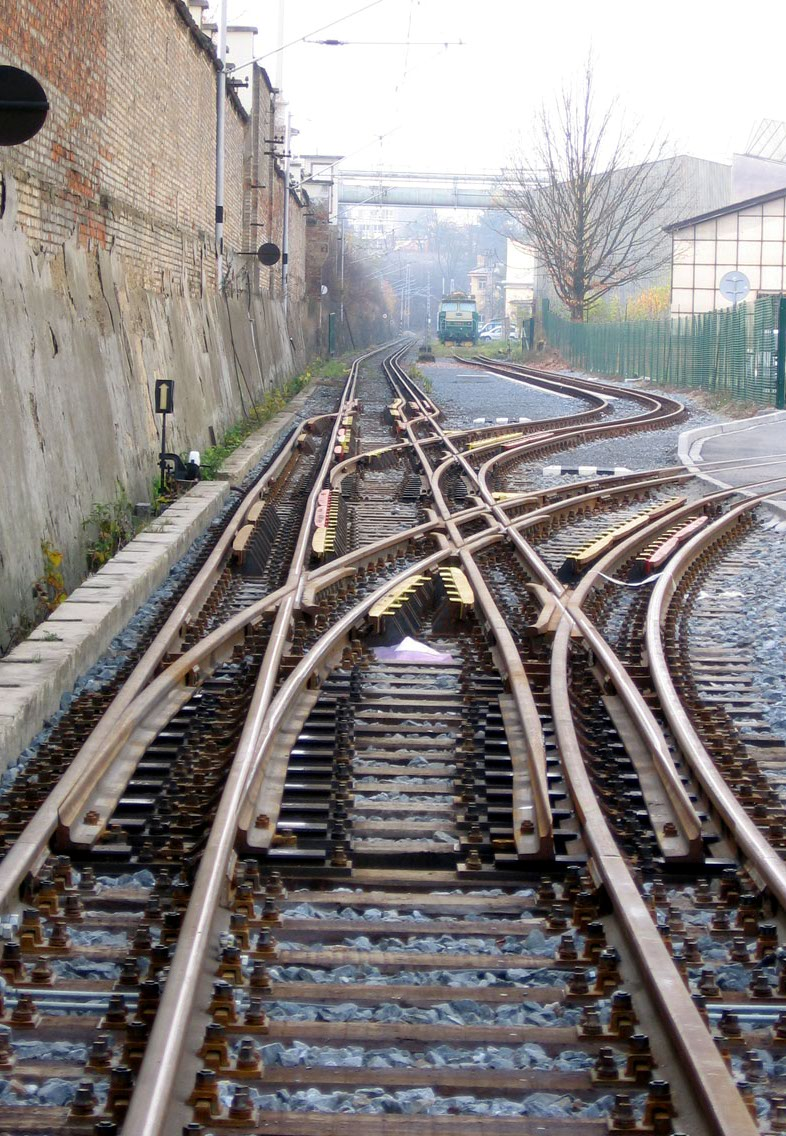
Drie spoorwijdten ineen: een testspoor met 1000 mm, 1435 mm en 1524 mm bij Škoda, Plzeň (Tsjechië).

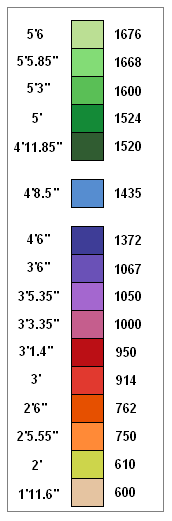
Engelse en Europese maten van diverse spoorwijdten

Spoorwijdte of spoorbreedte is de afstand tussen de beide binnenkanten van de koppen van de spoorstaven van een spoorweg.

## Normaalspoor
Verreweg de meest voorkomende spoorwijdte is 1435 mm. Omdat deze maat voor 60% van de spoorwegen wereldwijd geldt, spreekt men hierbij van normaalspoor. In Groot-Brittannië is deze wijdte al in 1829 gekozen (destijds 4 foot plus 8,5 inch) voor een van de eerste stoomtreindiensten.

## Nederland
De spoorwijdte in Nederland is normaalspoor voor zowel de trein, de metro's, de sneltrams als de stadstrams. De treinen in Nederland hebben niet altijd op normaalspoor gereden: de allereerste spoorlijn van de HIJSM (Amsterdam – Rotterdam, de Oude Lijn) en de eerste spoorlijn van de NRS (Amsterdam – Utrecht – Arnhem, de Rhijnspoorweg) waren oorspronkelijk aangelegd in breedspoor met een spoorwijdte van 1945 mm. In 1865 waren deze lijnen versmald tot normaalspoor. Ook veel tramlijnen waren vroeger niet in normaalspoor uitgevoerd, maar in smalspoor. Zo reden de trams in Noord-Brabant op kaapspoor (1067 mm) en in Zeeuws-Vlaanderen op meterspoor.

## België
In België hebben de trein, Brusselse metro, de Luikse tram en de Brusselse tram normaalspoor. Ook de geplande sneltram A12 van Brabantnet en de sneltram Hasselt - Maastricht zijn met normaalspoor aangekondigd. Die laatste wordt niet meer in gebruik genomen. Vrijwel alle andere tramlijnen zijn in meterspoor aangelegd, waaronder de Antwerpse en Gentse tram, de Kusttram en de Métro léger de Charleroi. Het Waasspoor reed voor 1897 op 1151 mm. De trams tussen Antwerpen en de Nederlandse grens reden voor 1919 zoals de trams in Noord-Brabant op kaapspoor.

## Spoorwijdtes wereldwijd
In de meeste landen is het hoofdspoornet uitgevoerd in normaalspoor. Uitzonderingen zijn:
- In de voormalige Sovjet-Unie, in Finland en in Mongolië wordt gereden op Russisch breedspoor van 1520/1524 mm (1524 mm = 60 inch).
- In Spanje en Portugal rijden de treinen op een Iberisch breedspoor van 1668 mm met uitzondering van de AVE-hogesnelheidslijnen (normaalspoor), FEVE en EuskoTren (beide meterspoor).
- Brazilië, Ierland en Noord-Ierland kennen een spoorwijdte van 1600 mm (63 inch).
- India, Pakistan, Chili en het grootste deel van Argentinië kennen breedspoor van 1676 mm. In Bangladesh worden veel meterspoortrajecten omgebouwd naar Indiaas breedspoor.[2][3]
- In Australië hebben de hoofdroutes, waaronder de Trans-Australian Railway en The Ghan normaalspoor; daarnaast komen zowel breedspoor van 1600 mm als smalspoor van 1067 mm (kaapspoor) voor.
- In Zuidelijk Afrika, Japan, Zuidoost-Azië, Indonesië en hier en daar in Zuid-Amerika hebben de spoorwegen een spoorwijdte van 1067 mm (42 inch; kaapspoor), in Japan geldt een uitzondering voor de Shinkansen-hogesnelheidslijnen (normaalspoor).
- De Hidjazspoorweg van Damascus in Syrië naar Medina (in het huidige Saoedi-Arabië) heeft een spoorwijdte van 1050 mm.

In veel landen zijn spoorlijnen naast het hoofdspoornet regionale lijnen met smalspoor te vinden, vooral in bergachtige gebieden zoals de Alpen. Voor een groter overzicht, zie: Lijst van spoorwijdten.
Op het station bij het dorp Latour-de-Carol, op de grens van Spanje en Frankrijk in de Pyreneeën, ontmoeten drie spoorlijnen met een verschillende spoorwijdte elkaar.

## Van de ene naar de andere spoorwijdte
De verschillen in spoorwijdten tussen verschillende landen werpen natuurlijk barrières op voor het treinverkeer. Meestal moeten reizigers overstappen bij de scheiding tussen twee spoorwijdtes. Vaak is dat gecombineerd met douanecontroles. Met speciale inrichtingen is echter doorgaand treinverkeer mogelijk.

### Draaistellen vervangen
In sommige gevallen worden de draaistellen van treinen vervangen aan de grens; dit gebeurt vooral bij de grenzen van de voormalige Sovjet-Unie en in Hendaye aan de Frans-Spaanse grens. Dit is een traag en arbeidsintensief proces, dat ongeveer een uur duurt. De passagiers blijven in de trein.
In de wisselinstallatie ligt een vierrailig spoor: de buitenste rails voor het breedspoor en de binnenste voor het normaal spoor. De trein rijdt de installatie in. De locomotief wordt afgekoppeld en uitgerangeerd. Langs de installatie staan dommekrachten waarmee de hele trein wordt opgevijzeld, waarbij de draaistellen blijven staan. Een lage motorwagen drukt de oude draaistellen weg en trekt er nieuwe draaistellen onder. Daarna laat men de trein weer zakken. Na het aankoppelen van een nieuwe locomotief kan de trein verder rijden.

### Verstelbare wielen
Bepaalde series Talgo-rijtuigen hebben automatisch verstelbare wielen zodat de trein langzaam rijdend in een zogenaamde intercambiador van spoorwijdte kan veranderen. Deze rijtuigen worden gebruikt bij de doorgaande treinen in Spanje die zowel op het klassieke Spaanse breedspoor als op het normaalsporige hogesnelheidsnet rijden. De Poolse spoorwegen (PKP) hebben een systeem ontwikkeld dat in gebruik is bij de grens met Litouwen en met Oekraïne.

### Drie- of vierrailig spoor
Vaak wordt voor korte trajecten gebruikgemaakt van drierailige (een gemeenschappelijke spoorrail) of vierrailige (elke spoorwijdte zijn eigen rails) sporen waarbij treinen van beide spoorwijdtes het spoor kunnen gebruiken. Bij spoorlijnen die naar een andere spoorwijdte worden verbouwd, wordt (meestal) tijdelijk een extra rail gelegd. Na de overgang wordt de niet meer gebruikte rail verwijderd. Hierdoor hoeft het treinverkeer niet lang stilgelegd te worden tijdens de verbouwing. De dwarsliggers moeten hier echter op voorbereid zijn.

## Tram
Bij trambedrijven komen verschillende spoorwijdten voor.
- 750 mm is de kleinste spoorwijdte (buiten zuiver recreatief vervoer) en wordt toegepast op een interlokale tramlijn in Zwitserland, tot 2021 de Waldenburgerbahn. Ook diverse Duitse smalspoorlijnen hebben deze spoorwijdte. Tot 1957 kwam deze spoorwijdte in Nederland voor bij de Gelderse Tram.
- 760 mm komt veel voor bij smalspoorlijnen in de voormalige Oostenrijks/Hongaarse dubbelmonarchie.
- 900 mm wordt toegepast in Lissabon in Portugal en Linz in Oostenrijk.
- 1000 mm (meterspoor) komt of kwam op veel plaatsen in Europa voor.
- 1067 mm (kaapspoor) kwam vroeger veel voor bij trambedrijven in Nederland, het laatst bij de RTM waar het nog bij de Stichting RTM in Ouddorp te zien is. Nu wordt 1067 mm in Europa, behalve bij de tram in Tallinn (Estland), niet meer gebruikt.
- 1435 mm (normaalspoor), komt overal in Europa voor. Op beperkte schaal wordt op afwijkende spoorwijdte gereden. Zie daarvoor de lijst van spoorwijdten.

## Metro
Bij metro's worden vaak de spoorwijdten van treinen in het betreffende land gebruikt. Zo rijdt de metro van Helsinki op spoor van 1524 mm. Soms wordt echter normaalspoor verkozen boven de al bestaande spoorwijdte in een land. In Barcelona bijvoorbeeld zijn de nieuwe metrolijnen met normaalspoor uitgevoerd terwijl de treinen en oude metrolijnen in de stad op 1668 mm rijden. Smalspoor komt bij metro's nauwelijks voor. Een uitzondering hierop zijn de Antwerpse premetro en de Charleroise premetro op meterspoor of de metro van Glasgow op smalspoor van 1219 millimeter (4 Engelse voet).
De bandenmetros type Val zoals Orlyval en de Metro van Rijsel hebben een spoorwijdte van 1620 mm tussen rijvlakken van de rubberen wielen. Sommige van die metro's hebben ook spoorrails op de normale spoorwijdte van 1435 mm, om wissels te bedienen of omdat er ook conventionele (treinen) kunnen rijden tijdens de ombouw (zoals in Parijs). Bij nieuwe lijnen zijn vaak geen spoorrails aangelegd en is er een wisselsysteem dat de functie van spoorwissels overneemt.

## Achtergronden van de keuze
De keuze van een spoorwijdte berust op een aantal overwegingen waarvan de belangrijkste zijn: standaardisatie, kosten en strategie. De voordelen van standaardisatie zijn duidelijk: aan de grens kan worden doorgereden. Ook is het makkelijk om (tweedehands) rijdend materieel uit het buitenland te verkrijgen. Al in 1886 is op Europees niveau besloten tot een standaardisatie op normaalspoor, 1435 mm. In bergterrein is het soms wenselijk een smaller spoor aan te leggen omdat daarmee kleinere boogstralen kunnen worden toegepast. Ruime bogen zijn duur door het grotere grondverzet. De weerstand die treinen in bogen ondervinden hangt samen met de spoorwijdte ten opzichte van de boogstraal. Bredere spoorwijdtes laten grotere rijtuigen en goederenwagens toe met meer capaciteit. Een groot omgrenzingsprofiel laat grotere rijtuigen toe maar dit gaat ten koste van de stabiliteit en snelheid. Alle hogesnelheidslijnen worden minstens met normaalspoor aangelegd.
Sommige landen kozen voor een afwijkende spoorwijdte uit strategische overwegingen: een vijand zou meer moeite hebben om het land binnen te vallen. Zo koos Portugal voor een net iets (7 mm) smaller spoor dan het Spaanse spoor, zodat Spaanse treinen niet in Portugal konden rijden maar Portugese treinen wel in Spanje. In het midden van de 19e eeuw werden de spoorwegen strategisch belangrijk en ressorteerden in diverse landen onder het Ministerie van Oorlog (zoals nu in veel landen de luchtverkeersleiding). Dat de strategische hindernis uiteindelijk gering is bleek vooral tijdens de Duitse invasie in de Sovjet-Unie in 1941. Lokale bewoners werden gedwongen mee te werken aan omsporing, zodat de opmars van de Duitse logistiek maar beperkt werd vertraagd door de afwijkende spoorwijdte.